# Османсько-венеційська угода (1419)
Османсько-венеційська угода 1419 року — міждержавна угода між Османською імперією та Венеційською республікою, яка поклала кінець нетривалому конфлікту між двома державами та встановила правила морської торгівлі між ними.

## Передумови
На початку XIV століття, після падіння Румського султанату, три анатолійські Бейлики: Карасі, Айдин та Ментеше отримали незалежність та вихід до Егейського моря. Однак, наприкінці століття вони були анексовані Османською імперією, міць якої зростала. Османи отримали у власність флоти та команди колишніх незалежних бейликів. Розширивши таким чином свій флот, Османи стали становити загрозу венеційському домінуванню в Егейському морі. Не дивлячись на те, що згодом під час кампанії Тамерлана, бейлики на короткий час отримали незалежність, відновити свої флоти вони так і не змогли.
Відразу після закінчення османського міжправління, на початку 1414 року османський флот під командуванням Чалі-бея (тур. Çalı Bey) напав на острови Наксоського герцогства, васала Венеційської республіки. Потім османи спробували перехопити венеційські торговельні конвої з Чорного моря і напали на венеційську колонію Негропонте, захопивши в полон 1500 жителів.
У 1415 році Венеція відрядила 10 галер на чолі з П'єтро Лореданом до Мармурового моря задля контролю над Османським флотом. Отримавши підкріплення з Егейських островів (більшість з яких була під владою Венеції), згодом цей флот контролював усе Мармурове море. 29 травня 1416 року відбулася битва при Галліполі, в якій венеційський флот переміг османський, також турки втратили свого адмірала Чалі-бея. Лоредан також намагався захопити османський порт Лапсекі, проте був відкинутий та змушений відступити.
Конфлікт остаточно завершився в листопаді 1419 року, коли між Мехмедом I і новим венеційським байло у Константинополі Бертуччо Дієдо було підписано мирний договір, за яким османи поіменно визнали заморські володіння Венеції та погодилися на обмін полоненими — тими, що були захоплені османами на Евбеї та венеційцями в Галіполі.

## Договір
При посередництві візантійського імператора Мануїла II Палеолога, обидві сторони дійшли згоди по наступних пунктах:
- Сторони мали повернути одна іншій захоплених військовополонених (захоплених османами в Негропонте та венеційцями в Галліполі)[2].
- Наксоське герцогство було визнано самостійною стороною[2].
- Підтверджувалися права обох сторін на торгівлю на територіях одна одної[2].
- Султан поіменно визнав венеційський контроль над 38 фортецями, островами та територіями в Егейському морі та на узбережжі Балкан[2].
- Венеція обіцяла сплачувати султану щорічну данину в розмірі 100 дукатів за контроль над Лепанто (Навпакт) в Греції і 200 дукатів за Алесіо (Лежа), Дривасто (Дришт) і Скутарі (Шкодер) в Албанії[2].

## Наслідки
Вже через чотири роки після укладення угоди, Венеція знову опинилася в конфлікті з османами, коли отримала контроль від візантійського правителя над містом Салоніки, яке вже декілька років тримала в облозі османська армія. Протягом наступних семи років Венеція марно намагалася захистити місто і добитися дипломатичного визнання його володіння від нового султана Мурада II. Нарешті, у березні 1430 року османи взяли місто штурмом, а у вересні 1430 року між сторонами було укладено нову мирну угоду.